# Plectrohyla pokomchi
Plectrohyla pokomchi är en groddjursart som beskrevs av William Edward Duellman och Campbell 1984. Plectrohyla pokomchi ingår i släktet Plectrohyla och familjen lövgrodor. IUCN kategoriserar arten globalt som akut hotad. Inga underarter finns listade i Catalogue of Life.